# Mystogenes astatopa
Mystogenes astatopa är en fjärilsart som beskrevs av Edward Meyrick 1930. Mystogenes astatopa ingår i släktet Mystogenes och familjen vecklare. Inga underarter finns listade i Catalogue of Life.